# Губеревац (Сопот)
Губеревац је насеље у општини Сопот у Граду Београду. Према попису из 2022. било је 464 становника.

## Географија
Губеревац се налази око 10 километара северозападно од Сопота. Село се налази на рипањској површи, која је јако рашчлањена, због чега је село разбијеног, готово старовлашког типа. Главнији су извори: Прутен, Точак, Бездан и Добрица. Делови су сеоског атара: Гомилице, Врбовац, Преки Гај, Вртаче, Умка, Бојишта, Бодољин, Наврци, Боровик, Мачије Рупе, Равни Рит, Златара, Селица, Суводол, Орнице, Главчине, Ловењак, Стубло, Пољане, Крушик и Бук.
Село се дели на: Старо Село, Главицу, Дубраве, Рт, Реку, Шеварице и Тодоровићски Крај.
Овде се налази Запис храст код школе (Губеревац).

## Историја
Губеревац је старије насеље. У атару овога места, као и у околини, наилазило се на трагове прошлости, који показују да је овде морало и много раније постојати неко насеље. Писаних података о овоме селу имамо тек из почетка 18. века. На карти из доба аустријске владавине (1718-1739. г) Губеревац је убележен као насељено место под именом Kubrowze.
По предању прве куће биле код гробља, а ту је у близини „Маџарско гробље“. За време Турака у селу је живео бег који је био врло стар. Становништво није могло подносити зулуме и неправду и због тога највећи део напусти село и пође „преко“ (Банат). На путу неке породице задржи „добри бег ошљански“ и насели их у Ошљане, одакле касније преселе у Грбољу, данашњу стару Винчу, и то су прво досељеници који су основали данашњу Винчу (срез врачарски). Остали су прешли „преко“ (Банат). Неке су се породице касније вратиле у Губеревац, а неке су остале.
Као најстарије породице сматрају се: Босанкићи, Ненадовићи и Ћосићи. Ћосићи причају да су њихове породице остали у београдској Винчи, где и данас имају рођаке. У старе породице убрајају се и Јаковљевићи старино од Ужица, Чопићи старином из Херцеговине. Остале породице касније су дошле.
У околини се налазе остаци рударства и насеља из римског доба.
Губеревачка шума је била државна, али је у њој било и приватних поседа, па је пре Другог светског рата често долазило до сукоба између сељака и шумара.

## Демографски подаци
У насељу Губеревац живи 530 пунолетних становника, а просечна старост становништва износи 46,1 година (45,4 код мушкараца и 46,8 код жена). У насељу има 227 домаћинстава, а просечан број чланова по домаћинству је 2,85.
Ово насеље је у великим делом насељено Србима (према попису из 2002. године), а у последња три пописа, примећен је пад у броју становника.
|  |

| Демографија | Демографија | Демографија |
| Година      | Становника  | Становника  |
| ----------- | ----------- | ----------- |
| 1948.       | 1.448       |             |
| 1953.       | 1.439       |             |
| 1961.       | 1.269       |             |
| 1971.       | 1.055       |             |
| 1981.       | 918         |             |
| 1991.       | 755         | 724         |
| 2002.       | 646         | 694         |

| Етнички састав према попису из 2002.‍ | Етнички састав према попису из 2002.‍ | Етнички састав према попису из 2002.‍ | Етнички састав према попису из 2002.‍ | Етнички састав према попису из 2002.‍ |
| ------------------------------------ | ------------------------------------ | ------------------------------------ | ------------------------------------ | ------------------------------------ |
|                                      |                                      |                                      |                                      |                                      |
| Срби                                 | Срби                                 |                                      | 635                                  | 98,29%                               |
| Украјинци                            | Украјинци                            |                                      | 1                                    | 0,15%                                |
| Југословени                          | Југословени                          |                                      | 1                                    | 0,15%                                |
| непознато                            | непознато                            |                                      | 8                                    | 1,23%                                |

| \| \| м \| \| \| ж \| \| ? \| 4 \| \| \| 8 \| \| 80+ \| 6 \| \| \| 12 \| \| 75—79 \| 12 \| \| \| 27 \| \| 70—74 \| 33 \| \| \| 34 \| \| 65—69 \| 26 \| \| \| 30 \| \| 60—64 \| 32 \| \| \| 30 \| \| 55—59 \| 15 \| \| \| 20 \| \| 50—54 \| 20 \| \| \| 27 \| \| 45—49 \| 15 \| \| \| 16 \| \| 40—44 \| 19 \| \| \| 5 \| \| 35—39 \| 25 \| \| \| 11 \| \| 30—34 \| 22 \| \| \| 19 \| \| 25—29 \| 16 \| \| \| 14 \| \| 20—24 \| 17 \| \| \| 10 \| \| 15—19 \| 6 \| \| \| 10 \| \| 10—14 \| 16 \| \| \| 18 \| \| 5—9 \| 15 \| \| \| 26 \| \| 0—4 \| 11 \| \| \| 19 \| \| Просек : \| 45,4 \| \| \| 46,8 \| |      |  |  |      |
| |      |  |  |      |
| | м    |  |  | ж    |
| ? | 4    |  |  | 8    |
| 80+ | 6    |  |  | 12   |
| 75—79 | 12   |  |  | 27   |
| 70—74 | 33   |  |  | 34   |
| 65—69 | 26   |  |  | 30   |
| 60—64 | 32   |  |  | 30   |
| 55—59 | 15   |  |  | 20   |
| 50—54 | 20   |  |  | 27   |
| 45—49 | 15   |  |  | 16   |
| 40—44 | 19   |  |  | 5    |
| 35—39 | 25   |  |  | 11   |
| 30—34 | 22   |  |  | 19   |
| 25—29 | 16   |  |  | 14   |
| 20—24 | 17   |  |  | 10   |
| 15—19 | 6    |  |  | 10   |
| 10—14 | 16   |  |  | 18   |
| 5—9 | 15   |  |  | 26   |
| 0—4 | 11   |  |  | 19   |
| Просек : | 45,4 |  |  | 46,8 |

| Година пописа     | 1948. | 1953. | 1961. | 1971. | 1981. | 1991. | 2002. |
| ----------------- | ----- | ----- | ----- | ----- | ----- | ----- | ----- |
| Број домаћинстава | 323   | 343   | 322   | 305   | 291   | 260   | 227   |

| Број чланова      | 1  | 2  | 3  | 4  | 5  | 6  | 7 | 8 | 9 | 10 и више | Просек |
| ----------------- | -- | -- | -- | -- | -- | -- | - | - | - | --------- | ------ |
| Број домаћинстава | 69 | 61 | 30 | 15 | 22 | 20 | 7 | 2 | 0 | 1         | 2,85   |

| Пол    | Укупно | Неожењен/Неудата | Ожењен/Удата | Удовац/Удовица | Разведен/Разведена | Непознато |
| ------ | ------ | ---------------- | ------------ | -------------- | ------------------ | --------- |
| Мушки  | 268    | 62               | 179          | 17             | 10                 | 0         |
| Женски | 273    | 23               | 167          | 81             | 2                  | 0         |
| УКУПНО | 541    | 85               | 346          | 98             | 12                 | 0         |

| Пол    | Укупно                    | Пољопривреда, лов и шумарство | Рибарство                            | Вађење руде и камена | Прерађивачка индустрија       |
| ------ | ------------------------- | ----------------------------- | ------------------------------------ | -------------------- | ----------------------------- |
| Мушки  | 132                       | 40                            | 0                                    | 0                    | 32                            |
| Женски | 68                        | 32                            | 0                                    | 0                    | 5                             |
| Укупно | 200                       | 72                            | 0                                    | 0                    | 37                            |
|        |                           |                               |                                      |                      |                               |
| Пол    | Производња и снабдевање   | Грађевинарство                | Трговина                             | Хотели и ресторани   | Саобраћај, складиштење и везе |
| Мушки  | 5                         | 9                             | 6                                    | 1                    | 17                            |
| Женски | 0                         | 1                             | 4                                    | 0                    | 3                             |
| Укупно | 5                         | 10                            | 10                                   | 1                    | 20                            |
|        |                           |                               |                                      |                      |                               |
| Пол    | Финансијско посредовање   | Некретнине                    | Државна управа и одбрана             | Образовање           | Здравствени и социјални рад   |
| Мушки  | 0                         | 8                             | 7                                    | 1                    | 0                             |
| Женски | 2                         | 0                             | 1                                    | 4                    | 15                            |
| Укупно | 2                         | 8                             | 8                                    | 5                    | 15                            |
|        |                           |                               |                                      |                      |                               |
| Пол    | Остале услужне активности | Приватна домаћинства          | Екстериторијалне организације и тела | Непознато            | Непознато                     |
| Мушки  | 1                         | 0                             | 0                                    | 5                    | 5                             |
| Женски | 1                         | 0                             | 0                                    | 0                    | 0                             |
| Укупно | 2                         | 0                             | 0                                    | 5                    | 5                             |

## Галерија
- Месна канцеларија и здравствена станица.
- Споменик палим мештанима у Другом светском рату.